# 1993年3月18日第4號加泰羅尼亞圖書館系統法
《1993年3月18日第4號加泰羅尼亞圖書館系統法》，通稱《加泰羅尼亞圖書館系統法》（Llei del Sistema bibliotecari de Catalunya），是規範當前加泰羅尼亞圖書館系統的法律，並取代先前的《1981年4月22日第3號圖書館法》（Llei 3/1981, de 22 d'abril, de Biblioteques）。
該法主要分為兩個部分：其中一個部分與參考書目遺產和加泰羅尼亞圖書館相關，另一個部分則與加泰羅尼亞公共閱讀系統相關。該法示意性地提到了構成加泰羅尼亞圖書館系統的所有要素，以及大學圖書館、普通學校圖書館及專門圖書館三者之間的關係。

## 内容結構
該法分為5章、5節（共49條條文）、5條過渡條文及4條廢止條文如下：
1. 第一章：一般規定
2. 第二章：加泰羅尼亞圖書館
  1. 第一節：定義及結構
  2. 第二節：行政組織
  3. 第三節：國家利益資金
3. 第三章：加泰羅尼亞的公共閱讀系統
  1. 第一節：定義、範圍及結構
  2. 第二節：不同公共行政部門的能力
4. 第四章：大學圖書館、普通學校圖書館及專門圖書館
5. 第五章：圖書館理事會
6. 附加條文
7. 過渡性條文
8. 廢止條文

## 後續相關法律
該法頒佈後，有若干後續相關法律決定了該法的發展。其中包括《1999年5月4日第124號加泰羅尼亞公共閱讀系統服務及人員法令》（Decret 124/1999, de 4 de maig, sobre els serveis i el personal del Sistema de Lectura Pública de Catalunya）。
此外，根據法律規定（但仍有所延誤），《公共閱讀地圖》於2003年首次出版，除了明確圖書館服務需求外，也確定與每個城市相對應的圖書館服務類型。《公共閱讀地圖》收集了加泰羅尼亞351個公共圖書館的服務現狀，並分析其發展過程。根據《1993年3月18日第4號加泰羅尼亞圖書館系統法》第34條，所有人口超過5,000人的城市都必須設有地方圖書館（Biblioteca local），但考慮到加泰羅尼亞的地域和人口統計學現實，該地圖還包括人口3,000人至5,000人的城市内的一種典型的圖書館服務類型：附屬圖書館（Biblioteca filials）。隨後，因應將《公共閱讀地圖》作為土地規劃工具的想法，《公共閱讀地圖》在2008年和2014年進行了幾處修訂。

## 外部連結
- LLEI 4/1993, de 18 de març, del sistema bibliotecari de Catalunya - Portal Jurídic de Catalunya（页面存档备份，存于）